# Conor Oberst
Conor Mullen Oberst (né le 15 février 1980 à Omaha, Nebraska) est un chanteur, auteur, compositeur américain de folk rock américain, connu pour son implication dans le groupe Bright Eyes. Il a aussi joué dans plusieurs autres groupes, dont Desaparecidos, Norman Bailer (depuis rebaptisé The Faint), Commander Venus, Park Ave (groupe de musique). Il se consacre essentiellement à partir de 2014 à une carrière solo. En 2019, il forme un duo avec Phoebe Bridgers nommé Better Oblivion Community Center, sortant un album éponyme.

## Biographie
Conor Mullen Oberst est né et a été élevé à Omaha, Nebraska). Son père Matthew Ryan Oberst, Sr. était gestionnaire de l’information pour la Mutual of Omaha, et sa mère Nancy Oberst, est l’actuelle directrice de l’éducation primaire dans les écoles publiques d’Omaha. Il a grandi avec deux frères plus âgés, Matthew Ryan Oberst, Jr., enseignant et également musicien dans Sorry About Dresden, et Justin H. Oberst, avocat.
Sa mère affirme qu’à deux ans il tapait déjà sur un piano. En plus de son frère Matt, le père de Conor était aussi musicien et jouait de la guitare et du piano au sein de divers groupes de reprises dans sa jeunesse. Ensemble ils ont commencé à apprendre à Conor à jouer de la guitare à l’âge de 10 ans. À cette époque là il ne connaissait que deux accords mais écrivait déjà des chansons.

## Carrière Musicale
Il commença sa carrière musicale à 13 ans alors qu’il était à l’école de St. Pius X/St. Leo. Il faisait partie de la chorale et d’autres groupes de musique à l’école. Un soir de 1992, Ted Stevens (des groupes Mayday et Cursive l’invitèrent à se produire sur scène.  Bill Hoover, qui était dans le public, l’invita à venir jouer avec lui deux semaines plus tard. Pendant ce court laps de temps, Conor écrivit assez de chansons pour tenir un set complet, s’établissant ainsi artiste par la même occasion. Peu de temps après, dans la cave de la maison familiale, armé d’une guitare acoustique et d’un enregistreur cassette quatre pistes, il commença à enregistrer son nouveau répertoire.
En 1993, Conor Oberst sort lui-même son premier album, Water, sur cassette. Son frère Justin a financé cette sortie sur ce qu’il appelèrent Lumberjack Records, le label indie qui deviendra Saddle Creek Records, dont ils deviennent alors fondateurs et aujourd’hui  directeurs.
Peu de temps après, ses deux enregistrements solo, Conor Oberst commença à jouer avec quatre amis avec qui il forme le groupe Commander Venus en 1995.
À l’album Here's to Special Treatment suivit en 1996 The Soundtrack to My Movie, une cassette sortie uniquement sur Sing Eunuchs!. Kill the Monster Before It Eats Baby, un split sur vinyle 45 tours avec Bill Hoover, est également sorti à cette période.

### Norman Bailer (The Faint)
En 1994, à la suite d'un concert du groupe Slowdown Virginia (aussi  originaire de Omaha), Conor Oberst fonda le groupe Norman Bailer, connu plus tard sous le nom de The Faint, avec ses amis Joel Petersen, Todd Fink (anciennement Todd Baechle), et Clark Baechle.
Quelques jours plus tard, Conor annonça aux membres du groupe qu’ils avaient un concert à donner dans deux semaines au Kilgore’s. Bien qu’ils n’aient encore jamais joué ensemble, ils mirent en place neuf chansons pour le concert.  Un album, Sine Serra, sortira sur cassette seulement l’année suivante.

### Commander Venus
Conor forma le groupe de rock Commander Venus en 1994 avec Tim Kasher, Ben Armstrong et Rob Nansel. Ils enregistrèrent deux albums : « Do You Feel At Home » (1995) et « The Uneventful Vacation » (1997). Tim Kasher quitta le groupe alors qu’ils entraient en studio pour enregistrer leur second album, et fut remplacé par Todd Baechle. En 1998, commander Venus se sépara. Plus tard, Tim Kasher formera le groupe Cursive, Todd Baechle deviendra chanteur dans The Faint, et Rob Nansel sera le cofondateur de Saddle Creek Records.

### The Magnetas
Les Magnetas n’ont été actif qu’une très courte période en 1996 à Omaha. En plus de Conor Oberst, le groupe incluait Todd Fink (de The Faint) et Chris Hughes (de Beep Beep). Ils enregistrèrent trois morceaux, dont seul un (« Anex Anex ») paru – sur la compilation « Parts » du label Ghostmeat Records - . Deux autres enregistrements existent : « Clatter » et « Science Fiction in Schools ».

### Park Ave.
En janvier 1996, Conor commença à jouer de la batterie dans Park Ave., avec Baechle, Jenn Bernard, Neely Jenkins (maintenant dans Tilly and The Wall), et Jamie Williams (aussi dans Tilly and The Wall).  Le groupe donna entre 10 et 15 concerts et fit une poignée d’enregistrements (dont plusieurs d’entre eux avec Mike Mogis comme producteur).  Park Ave. Se sépare en 1998 quand Williams, le chanteur et songwriter principal, déménage à Londres. En 1999, Urinine Records sort leur seul album, « When Jamie Went to London… We Broke Up », qui a ensuite été réédité par Team Love.

### Bright Eyes

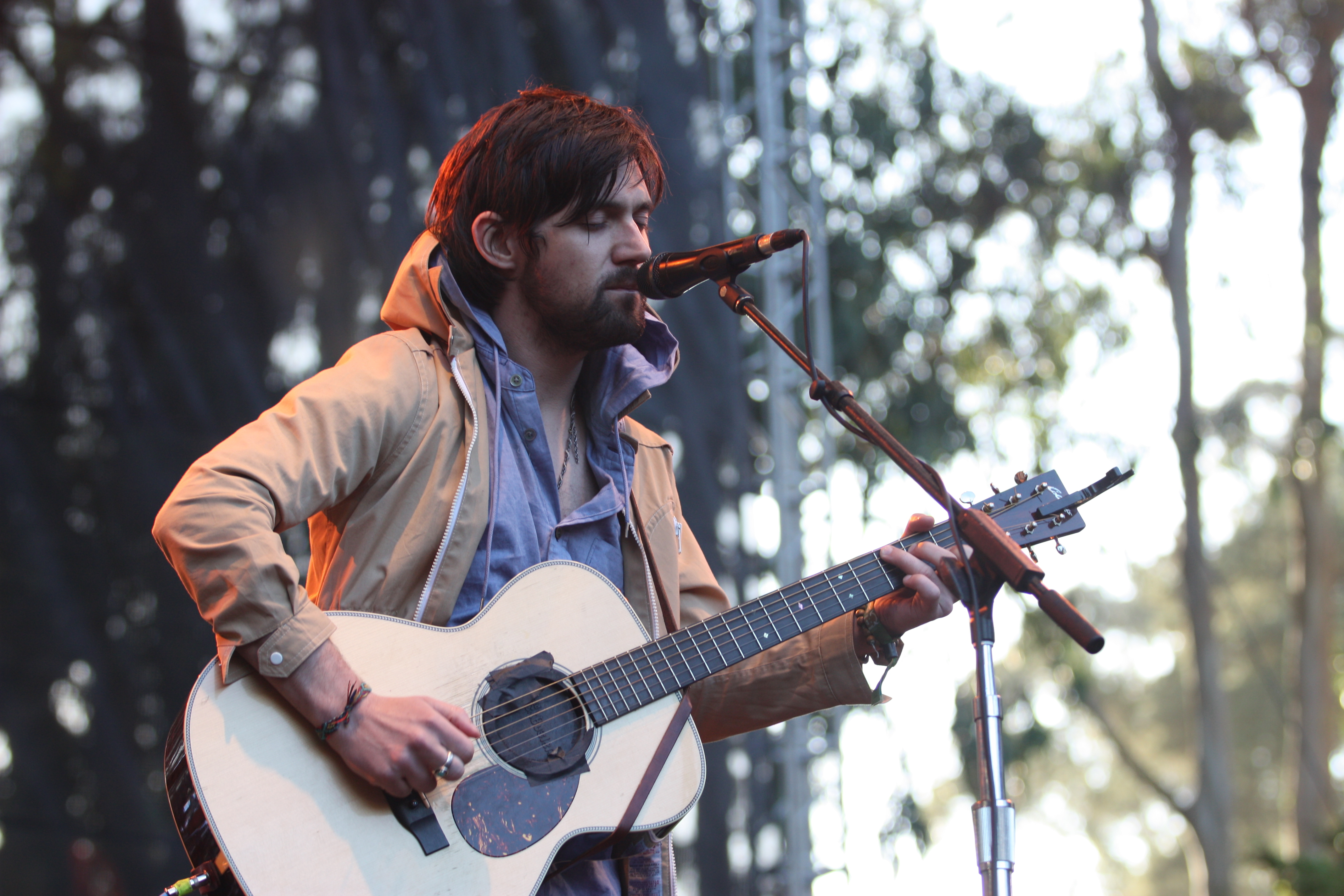
Conor Oberst, en 2009.

Les performances télévisées de Conor Oberst comprennent un passage au Tonight Show de Jay Leno où il joua When The President Talks to God en mai 2005. Il est aussi apparu au Late Show de David Letterman, en jouant Trees Get Wheeled Away, et au Late Show de Craig Ferguson avec Road To Joy (qui inclut un massacre des instruments et une interview de Conor promouvant ses deux nouveaux albums : Digital Ash in a Digital Urn, et I’m Wide Awake, It’s Morning).
Parallèlement à ses performances chez Jay Leno, Conor fit d’autres déclarations politiques en tant que membres de Bright Eyes avec l’autre membre du groupe, Mike Mogis. Opposé de longue date à Clear Channel Communications, Conor annula en septembre 2005 un show ou le groupe devait se produire au Pageant à St Louis, Missouri, à cause du lien étroit entre le géant des medias et la salle de concert. Avant l’élection présidentielle de 2004, il partit sur les routes avec Bright Eyes, ainsi que Bruce Springsteen et REM, pour la tournée Vote for Change.
Bright Eyes a collaboré avec de nombreux artistes country et folk renommés, comme Gillian Welch, David Rawlings, Emmylou Harris et Steve Earle.
Dans le numéro de juin 2009 du magazine Rolling Stone, Conor annonça qu’il voulait se dissocier du nom Bright Eyes, et ferait un dernier album avec le groupe : "It does feel like it needs to stop at some point. I'd like to clean it up, lock the door, say goodbye." La sortie de ce dernier album est prévue pour l’automne 2010 sur le label Saddle Creek Records.

### Desaparecidos
Conor Oberst était chanteur et guitariste pour Desaparecidos. La musique et les paroles diffèrent grandement de celles pour Bright Eyes, en ayant plus en commun avec le punk rock que le folk rock habituel de Conor. Les paroles sont généralement des commentaires sociaux sur des événements en Amérique, et sur les pièges de la vie en banlieue. Cela s’oppose au parole plus introspectives de Bright Eyes. Desaparecidos n’a été un groupe qu’entre 2001 et 2002,  avec deux enregistrements à leur actif : The Happiest Place on Earth (un single), et Read Music /  Speaking Spanish  (album).

### Better Oblivion Community Center
le 23 janvier 2019, il sort, en duo avec Phoebe Bridgers et sous le nom de Better Oblivion Community Center, un album éponyme.

### Monsters of Folk
En plus de Conor Oberst, Monsters of Folk comprend M. Ward, Jim James de My Morning Jacket, et Mike Mogis de Bright Eyes. Les membres du groupe échangent leurs instruments et se partagent le micro. Le quartet publia leur premier album éponyme le 22 septembre 2009.

## Songwriting
Conor Oberst a été nommé meilleur songwriter en 2008 par le magazine américain Rolling Stone.

## Saddle Creek and Team Love
Conor Oberst est un des membres fondateurs du label indépendant Saddle Creek Records, qui travaille ou travaillait avec entre autres, les groupes suivants : Cursive, Desaparecidos], The Faint (qui partirent pour fonder leur propre label Blank.wav), Rilo Kiley (qui partirent pour fonder leur propre label Brute/Beaute Records), Bright Eyes, Two Gallants, Son Ambulance, Azure Ray, The Good Life, Sorry About Dresden.
Conor fonda également le label Team Love au sein de Saddle Creek, avec pour objectif de mener des projets différents, ou plus petits, pour lesquels il n’aurait pas pu faire s’investir tout le monde à la fois. Ces projets concernent par exemple Tilly and the Wall, Willy Mason, Taylor Hollingsworth et l’album solo de Jenny Lewis avec les The Watson Twins.

## Croyances personnelles
Connu pour être végétarien, Conor Oberst est désormais pesco-végétarien.
Début 2008 il joue dans des rallies à Omaha, Nebraska pour soutenir Barack Obama lors des élections présidentielles de 2008.
Bien qu’il ait été élevé selon des préceptes catholiques, Conor Oberst ne s’attache à aucune religion, expliquant qu’il n’a pas encore trouvé celle qui lui correspond réellement, et qu’aucune ne lui semble avoir atteint son but. Il avoue être déçu par l’esprit obtu de la plupart des religions, et est à la fois fasciné et frustré par ces concepts « éternels ».

## Discographie

### Conor Oberst
| Titre                                | Année | Label            | Format(s)  | Notes                     |
| ------------------------------------ | ----- | ---------------- | ---------- | ------------------------- |
| Water                                | 1993  | Lumberjack       | cassette   |                           |
| Here's to Special Treatment          | 1994  | Sing, Eunuchs!   | cassette   |                           |
| The Soundtrack to My Movie           | 1996  | Sing, Eunuchs!   | cassette   |                           |
| Kill the Monster Before It Eats Baby | 1996  | Sing, Eunuchs!   | 7"         | Split EP with Bill Hoover |
| Conor Oberst                         | 2008  | Merge Records    | CD, vinyle |                           |
| Gentleman's Pact                     | 2008  | no label         | CD, vinyle |                           |
| Upside Down Mountain                 | 2014  | Nonesuch Records | CD, vinyle |                           |
| Ruminations                          | 2016  | Nonesuch Records | CD, vinyle |                           |
| Salutations                          | 2017  | Nonesuch Records | CD, vinyle |                           |
| Better Oblivion Community Center     | 2019  | Island Records   | CD, vinyle | Duo avec Phoebe Bridgers  |

### Desaparecidos
| Titre                      | Année | Label           | Format(s)  | Notes |
| -------------------------- | ----- | --------------- | ---------- | ----- |
| Read Music / Speak Spanish | 2002  | Saddle Creek    | CD, vinyle |       |
| Payola                     | 2015  | Epitaph Records | CD, vinyle |       |

### Conor Oberst And The Mystic Valley Band
| Titre       | Année | Label         | Format(s)  | Notes |
| ----------- | ----- | ------------- | ---------- | ----- |
| Outer South | 2009  | Merge Records | CD, vinyle |       |

### Participations
- Green Beverly – Green Beverly (2002)
- Criteria – En Garde (2003)
- Cursive – The Ugly Organ (2003)
- Street to nowhere – Tipsy (2006)
- Tilly and The Wall - You and I Misbehaving
- Mayday – Old Blood (2002)
- Son, Ambulance – Key (2004)
- Jenny Lewis and The Watson Twins – "Handle With Care" (2005)
- Dntel – "Breakfast in Bed"
- Melon Galia – "N'en Parlons Plus"
- The Faint – "Dust"
- Bright Eyes – The People's Key
- Maria Taylor – 11:11 (2005) and Lynn Teeter Flower (2007)
- The Album Leaf-"Hungry For A Holiday